# Pycnodictya galinieri
Pycnodictya galinieri är en insektsart som först beskrevs av Reiche, L.J. och Leon Fairmaire 1849.  Pycnodictya galinieri ingår i släktet Pycnodictya och familjen gräshoppor.

## Underarter
Arten delas in i följande underarter:
- P. g. galinieri
- P. g. citrina